# Бутаревич, Алексей Станиславович
Алексей Станиславович Бутаревич (бел. Аляксей Станіслававіч Бутарэвіч; род. 12 января 1997, Ли́да, Гродненская область) — белорусский футболист, полузащитник клуба «Торпедо-БелАЗ».

## Клубная карьера
Воспитанник лидской ДЮСШ. В юном возрасте перешел в гродненский «Неман», где играл за дубль. В начале 2016 года он присоединился к клубу Первой лиги «Смолевичи-СТИ», но в мае ушел служить в Вооруженные Силы.
В начале 2018 года, после возвращения из армии, тренировался в «Лиде», но вскоре перешел в минское «Торпедо» и подписал с ним контракт. Быстро стал игроком основного составе минчан, а с июля стал оставаться на скамейке запасных, но в октябре вернулся в основу. В сезоне 2019 выходил на поле нерегулярно.
В июле 2019 года перешёл в «Смолевичи». В составе смолевичского клуба стали чередовать выходы в основном составе и с замены. В январе 2020 года продлил контракт с командой. В сезоне 2020 года был игроком стартового состава в Высшей лиге.
В июле 2020 года покинул «Смолевичи» и вскоре стал игроком минского «Динамо», где стал чаще оставаться на скамейке запасных и изредка появляясь на поле. В марте 2021 года он был отдан в аренду в «Слуцк», а в июле договор был продлен до конца сезона. В декабре 2021 года покинул клуб по окончании срока аренды.
В январе 2022 года продлил контракт с «Динамо». В июле 2022 года покинул клуб.
В июле 2022 года перешёл в российский клуб «Ротор», подписав контракт на год, с возможностью продления еще на год. Дебютировал за клуб 24 июля 2022 года в матче против «Форте». Дебютный гол забил 10 сентября 2022 года в матче против махачкалинского «Легиона». В июне 2023 года по окончании срока действия контракта покинул российский клуб.
В июле 2023 года футболист присоединился к петербургскому клубу «Зенит-2». В декабре 2023 года футболист покинул петербургский клуб.
В январе 2024 года футболист присоединился к жодинскому «Торпедо-БелАЗ».

## Карьера за сборную
В октябре 2015 года выступал за юношескую сборную Беларуси в отборочном раунде чемпионата Европы.
5 июня 2018 года дебютировал в составе молодёжной сборной Беларуси, отыграв все 90 минут в товарищеском матче против Албании (2:3).

## Статистика
| Сезон    | Дивизион | Клуб            | Страна        | Матчи | Голы |
| -------- | -------- | --------------- | ------------- | ----- | ---- |
| 2013     | дубль    | Неман (Гродно)  | Флаг Беларуси | 1     | 0    |
| 2014     | дубль    | Неман (Гродно)  | Флаг Беларуси | 2     | 0    |
| 2015     | дубль    | Неман (Гродно)  | Флаг Беларуси | 14    | 0    |
| 2016 (1) | Д2       | Смолевичи-СТИ   | Флаг Беларуси | 4     | 0    |
| 2018     | Д1       | Торпедо (Минск) | Флаг Беларуси | 20    | 0    |
| 2019 (1) | Д1       | Торпедо (Минск) | Флаг Беларуси | 8     | 0    |
| 2019 (2) | Д2       | Смолевичи       | Флаг Беларуси | 13    | 1    |
| 2020 (1) | Д1       | Смолевичи       | Флаг Беларуси | 15    | 1    |
| 2020 (2) | Д1       | Динамо (Минск)  | Флаг Беларуси | 4     | 0    |
| 2021     | Д1       | Слуцк           | Флаг Беларуси | 25    | 5    |
| 2022 (1) | Д1       | Динамо (Минск)  | Флаг Беларуси | 3     | 0    |
| 2022/23  | Д3       | Ротор           | Флаг России   | 28    | 1    |
| 2023/24  | Д3       | Зенит-2         | Флаг России   | 16    | 0    |
| 2024 (1) | Д1       | Торпедо-БелАЗ   | Флаг Беларуси | 30    | 1    |

## Достижения
«Торпедо-БелАЗ»
- Обладатель Суперкубка Беларуси: 2024